# Moeka Minami
Moeka Minami (jap. 南 萌華, Minami Moeka; * 7. Dezember 1998 in Yoshikawa) ist eine japanische Fußballspielerin.

## Karriere

### Verein
Minami spielte in der Jugend für die Urawa Reds Ladies. Sie begann ihre Karriere bei Urawa Reds Ladies.

### Nationalmannschaft
Mit der U-16-Mannschaft gewann sie die U-16-Asienmeisterschaft 2013, wurde dabei in drei Spielen eingesetzt und qualifizierte sich für die U-17-WM. Mit der japanischen U-17-Nationalmannschaft nahm sie auch als drittjüngste japanische Spielerin an der U-17-Weltmeisterschaft der Frauen 2014 teil wo die Japanerinnen den Titel gewannen. Sie wurde aber nur beim 10:0-Sieg im Gruppenspiel gegen Paraguay eingesetzt. Mit der U-19-Mannschaft gewann sie die U-19-Asienmeisterschaft 2017 und kam dabei im letzten Gruppenspiel sowie im Halbfinale und Finale zum Einsatz. Mit dem Finaleinzug hatte sich die japanische U-20-Nationalmannschaft für die U-20-Weltmeisterschaft der Frauen 2018 qualifiziert. Dort war sie Kapitänin ihrer Mannschaft, wurde in allen sechs Spielen eingesetzt und gewann mit ihrer Mannschaft erstmals den Titel.
Im November 2018 wurde sie für ein Freundschaftsspiel erstmals für die A-Nationalmannschaft nominiert. Beim Spiel gegen Norwegen wurde sie aber noch nicht eingesetzt. Ihren ersten Einsatz in der japanischen Nationalmannschaft hatte sie am 2. März 2019 beim SheBelieves Cup 2019 im Spiel gegen Brasilien, das mit 3:1 gewonnen wurde.
Minami wurde auch in den Kader für die WM 2019 berufen, kam aber nur im ersten Gruppenspiel beim torlosen Remis gegen Argentinien zum Einsatz. Ihre Mannschaft schied bereits im Achtelfinale durch eine Last-minute-Niederlage gegen Europameister Niederlande aus. Im Dezember gewann sie mit der Mannschaft die Ostasienmeisterschaft und wurde in den drei Spielen jeweils über die volle Spielzeit eingesetzt.
Am 8. April 2021 erzielte sie beim 7:0-Sieg im Freundschaftsspiel gegen Paraguay ihr erstes Tor für die Nadeshiko.
Bei den wegen der COVID-19-Pandemie um ein Jahr verschobenen Olympischen Spielen in ihrer Heimat wurde sie in zwei Gruppenspielen und im mit 1:3 gegen Schweden verlorenen Viertelfinale eingesetzt.
Im Januar 2022 wurde sie auch in den Kader für die Asienmeisterschaft 2022 berufen. Beim Turnier, das für Japan nach einer Niederlage im Elfmeterschießen gegen China endete, kam sie in zwei Gruppen- und zwei K.-o.-Spielen zum Einsatz. Beim Elfmeterschießen im Halbfinale verschoss sie als letzte japanische Schützin. Mit dem Einzug ins Halbfinale konnten sich die Japanerinnen für die WM 2023 qualifizieren.
Am 13. Juni 2023 wurde sie für die WM-Endrunde nominiert. Bei der WM, die für die Japanerinnen mit einer Viertelfinalniederlage gegen Schweden endete, wurde sie in den fünf Spielen ihrer Mannschaft eingesetzt.

## Erfolge

### Nationalmannschaft
- U-16-Asienmeisterschaft 2013
- U-17-Weltmeisterschaft: 2014
- U-20-Weltmeisterschaft: 2018
- Ostasienmeisterschaft 2019

### Verein
- Nihon Joshi Soccer League 2020
- Italienische Supercupsiegerin: 2022
- Italienische Meisterin: 2022/23, 2023/24
- Italienische Pokalsiegerin: 2023/24

### Auszeichnungen
- Team des Jahres der Serie A: 2023, 2024